# كريستوف فالتز

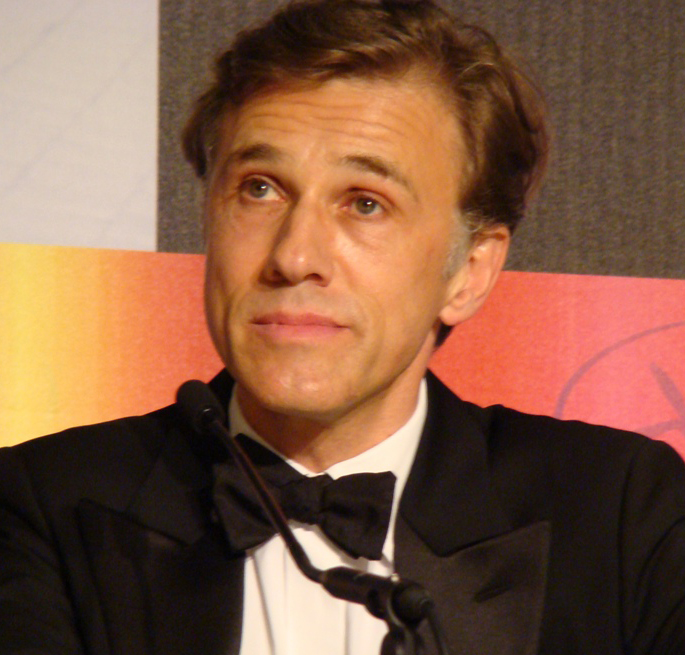
فالتز في مهرجان كان السينمائي عام 2009

كريستوف فالتز (بالألمانية: Christoph Waltz) هو ممثل ألماني ومولود في النمسا ولد في 4 أكتوبر 1956. معروف بأعماله مع المخرج الأمريكي كوينتن تارانتينو. أكتسب شهرة وإشادة نقدية واسعة لتجسيده شخصية الكولونيل هانز لاندا القائد في وحدات النخبة النازية س س في فيلم أوغاد مجهولون عام 2009، وصائد الجوائز الدكتور كنغ شولتز في فيلم جانغو في 2012. وحاز في كلا الفيلمين على جائزة الأوسكار لأفضل ممثل مساعد.

## مهنة التمثيل
درس كريستوف فالتز التمثيل في معهد ماكس رينهاردت بفيينا ومعهد لي ستراسبرغ للسينما والمسرح في نيويورك. استهل فالتز حياته كممثل مسرحي وبدأ يؤدي في أماكن مثل مسرح Schauspielhaus Zürich بزيورخ والمسرح القومي النمساوي بفيينا ومهرجان سالزبورغ واتسمت أعماله التليفزيونية بالغزارة وفي عام 2000 أخرج فيلمه الأول "Wenn man sich traut" أو «إن كنت تجرؤ» وفي عام 2009 جسد فالتز شخصية هانز لاندا، القائد النازي في وحدات النخبة النازية س س في فيلم المخرج كوينتن تارانتينو أوغاد مجهولون وفاز عن هذا الدور بجائزة أفضل ممثل في مهرجان كان السينمائي عام 2009 كما استقبل النقاد والجمهور اداؤه في الفيلم بالإشادة وبدأ يغزو دوائر نقاد السينما متلقياً عدة جوائز عن أفضل ممثل مساعد من عدة دوائر مثل New York Film Critics Circle و Boston Society Of Film Critics و Los Angeles Film Critics Association كما انه فاز بجائزة أفضل ممثل مساعد في حفل جوائز الجولدن جلوب السابع والستون وحفل جوائز سكرين أكتورز جيلد السادس عشر.
فاز كريستوف فالتز بجائزة الأوسكار لأفضل ممثل مساعد في مهرجان توزيع جوائز الأوسكار الثاني والثمانين ليصبح بذلك ثاني ممثل يفوز بالأوسكار لتجسيده شخصية نازي بعد الممثلة كيت وينسلت في فيلم The Reader الذي أصدر عام 2009.
وكان جده هو المحلل النفسي وعالم النفس رودلف فون يوربان.

## الترشيحات والجوائز

### الأوسكار
| السنة | العمل         | الفئة           | النتيجة |
| ----- | ------------- | --------------- | ------- |
| 2009  | أوغاد مجهولون | أفضل ممثل مساعد | فوز     |
| 2012  | جانغو الحر    | أفضل ممثل مساعد | فوز     |

### الغولدن غلوب
- أفضل ممثل مساعد عام 2010 عن فيلم Inglourious Basterds وفاز بها
- أفضل ممثل مساعد عام 2013 عن فيلم Django unchained وفاز بها

## وصلات خارجية
- كريستوف فالتز على موقع IMDb (الإنجليزية)
- كريستوف فالتز على موقع ميتاكريتيك (الإنجليزية)
- كريستوف فالتز على موقع الموسوعة البريطانية (الإنجليزية)
- كريستوف فالتز على موقع روتن توميتوز (الإنجليزية)
- كريستوف فالتز على موقع مونزينجر (الألمانية)
- كريستوف فالتز على موقع قاعدة بيانات الأفلام العربية
- كريستوف فالتز على موقع ألو سيني (الفرنسية)
- كريستوف فالتز على موقع ميوزك برينز (الإنجليزية)
- كريستوف فالتز على موقع تيرنر كلاسيك موفيز (الإنجليزية)
- كريستوف فالتز على موقع أول موفي (الإنجليزية)
- صفحة كريستوف فالتز في موقع IMDB.